# 노니우스 (말)

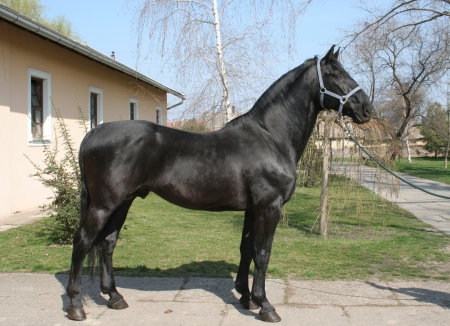
노니우스

노니우스(라틴어: Nonius, 헝가리어: Nóniusz)는 앵글로-노먼(Anglo-Norman)의 이름을 딴 헝가리 말 품종이다. 일반적으로 어두운 색을 가지며, 근육질에 튼튼한 뼈를 가져, 여타 경량 역용마나 경주마와 비슷한 면이 있다. 이 품종은 헝가리 메즈헤기예쉬(Mezőhegyes) 지역의 종마사육장에서 주의 깊은 계통 교배법(동족 이계 번식)을 통해 개발되었다. 당초에는 헝가리 군대에서 경량의 짐을 나르는 등 다용도 말로써 사용되었지만, 20세기경에는 농업에서 두각을 나타내었다. 2차세계대전의 약탈과 파괴는 노니우스의 개체수를 심각하게 감소시켰다. 게다가, 전후 수십년에 걸쳐 나타난 말의 유용성 감소는 많은 수의 노니우스를 도축장으로 보내는 결과를 낳았다. 오늘날 이 품종은 보존주의자들에 의해 사육돼며 농업, 여가 승마, 그리고 경주에 사용된다. 여전히 가장 많은 노니우스들은 여타 동부 유럽의 대표종들과 함께 메즈헤기예쉬(Mezőhegyes)에서 발견된다.

## 품종의 특징들
품종 확정 과정에서의 연관 계통 교배와 폐쇄된 혈통기록부의 지속적 사용은 노니우스의 인식 가능하며 안정적으로 유전되는 특징들을 만드는데 기여하였다. 대부분 검은색, 짙은 갈색, 황갈색을 보이며 하안 점이 나타날수도 있다. Hortobágy National Park에는 갈색 개체들이 더욱 흔하다. 또한, 이 품종은 무겁지만 균형잡힌, 양의 머리 혹은 로마의 코(ram’s head or Roman nose)라 불리는, 외부를 향한 곡선구조를 가진 특징을 가진 머리를 가진 것으로 유명하다. 후술할 외형적 특징들은 무거운 뼈를 가진 경주마나 경량 노역마에서도 공통으로 나타나는데, 강력하면서 높이 위치한 아치형 목, 넓은 근육질의 등, 벌어졌지만 강력한 고간부, 깊고 경사진 후반신등이 그것이다. 흉부는 깊기보단 넓으며, 보통 후반신보다 얕다. 발굽과 관절부는 거대하며 다리는 건조하다. 노니우스 말들은 155에서 166센티미터(15.1에서16.1 손, 61에서 66인치)에 달한다. 가장 무거운 온혈 경주마로써, 이상적인 노니우스는 둘레 측정으로 180에서 210센치미터(71-83인치)이며, 토시 둘레는 22에서 24센티미터(8.7에서9.4인치)이다. 노니우스는 상냥하고 평탄한 성격, 뛰어난 의지, 그리고 마구와 언더 세들(under saddle)이 모두 가능하다. 게다가, 그들은 뛰어난 지구력을 지닌 보관자들이다.

## 역사
말 교배는 지질학적 위치와 광활한 평원으로 인해, 헝가리인들이 정착한 이래로 그들의 문화에 중요한 일면이 되어왔다. 1526년에 시작된 오스만 정복기에, 전통적으로 „이국적”이라 묘사된 동쪽에서 유래한, 사막형의 말들이 유입되는 것을 볼 수 있다. 이 아라비아와 터키말들은 우아하고 활동적이었으며, 헝가리 말 시장에 흔적을 남겼다. 오스만 제국의 헝가리 점유가 끝난 1699년 후에도, 아라비아 말들에 대한 애착은 헝가리 내에 남아있었다. 18세기동안, 헝가리 법정과 귀족사회는 주변 서방국들의 이베리안 말에 대한 선호를 따라가기 시작했다. 당시 스페인과 나폴리 품종의 수입은 리피잔(Lipizzan, or Lipizzaner. Slovene: Lipicanec, Czech: Lipicán, Hungarian: Lipicai, Italian: Lipizzano, Croatian: Lipicanac)과 클러드루베(Kladruber. Czech Kladrubský kůň) 품종들을 탄생시키는 기폭제가 되었다. 이 오스트리아 품종들은 두껍고 높게 자리잡은 목, 우아하지만 무거운 머리, 짧은 등과 민첩성, 즉 스페인-나폴리 조상들의 특징들로 잘 알려져있다.  왕실 수행원과 최상위 계층에 적합한 탈것들에 대한 요구는 개인 사육자들의 생산능력을 아득히 웃돌았고, 이는 조셉 2세(Joseph II)가 통치기간동안 많은 국립 종마 사육장을 건설하도록 했다.

## 메즈헤기예쉬 국립 종마 사육장
국립 종마 사육장은 헝가리 왕실과 제국 법원인 메즈헤기예쉬에 위치해있으며, 1784년에 말 요구량을 충족시키기 위해 설립되었다. 당시, 헝가리에는 150만마리의 말들이 있었으며, 헝가리 기사들은 연간 10,000에서 15,000마리의 새로운 말들을 요구하고 있었다. 다른 말들은 다른 역할을 충족했는데, 수행원들과 상류계층들은 군적 용도를 위해서는 민첩하고, 즉각적으로 호응하며, 인상적인 승마용 말들을, 마상 사냥을 위해서는 탄력적인 탈것들을, 그리고 우아한 마차용 말들을 원했다. 이러한 요구들을 충족시키기 위해, 메즈헤기예쉬는 다양한 품종들과 혈통들을 개발하게 되는데, 아랍에 영항을 받은 기드란(Gidran, Gidrán, or Hungarian Anglo-Arab), 후리오소-노스 스타 혼혈(half-bred Furioso-North Star), 중량 노니우스를 들 수 있다.

## 상위 노니우스
노니우스 품종은 기반이 되는 종마의 이름을 딴 것인데, 이 숫말의 후손들이 이름을 공유하기 때문에, 이 개체는 „상위 노니우스”라 불린다. 상위 노니우스는 1810년 프랑스의 노르망디, 칼바도스에서 태어났다. 그의 부계는 오리온(Orion)이며, 품종에 대한 의견이 분분한데, 그는 서러브레드(Thoroughbred), 노퍽 트로터(Norfolk Trotter), 혹은 그 두 품종들의 혼혈이었을 것이다. 상위 노니우스의 모계는 노르만(Norman)으로, 노니우스 상위가 앵글로-노르만임을 알 수 있다. 그는 1816년 나폴레옹 전쟁 당시 로시-에우스-살라인스(Rosières-aux-Salines)에 위치한 프랑스 종마 사육장에서 포획되어 메즈헤기예쉬로 이송되었다.
망아지때는 추하다 여겨졌다. 성숙한 후 이 밝은 갈색 종마는 16.3수(67인치, 170센티미터)까지 성장했다. 그가 그에게 부여된 모든 형질들을 – 대부분의 심각한 실패들을 포함한 그 목록을 – 가지고 있었는지는 알기 어렵다. 그의 후손들에서 유추하건데, 적어도, 그는 매우 납작한 머리를 가졌을 것이다. „(그의)외형에 특별한 아름다움 없어,”시조 노니우스는 처음엔 메조헤지우스에서 암말들과 많이 접하지 못했다. 그것도 그의 후손들이 그들의 종마만큼 운이 없지는 않다는 것과, 뛰어난 지구력과 힘을 보일 때까지로, 이후 그의 대중성은 증가했다. 이후, 메즈헤기예쉬에서 그의 상대들은 아라비아의 영향을 받은 헝가리 경주마의 후손으로, 부유층들이 애용하는 스패인-나폴리 종빈마였다.
1854년에 메즈헤기예쉬의 책임자가 된 롭코비츠(Lobkowicz)의 왕자는, 말의 형태를 고정 –혈통을 유전적 상동으로 바꾸는 것-하는 것을 매우 강조했다. 이는 동종 이계 변식을 통해 이루어졌는데, 시조 노니우스와 그 딸들로 행해진 한 기간은 기록적인 실패였다. 33마리의 망아지 중 11마리가 사망했으며 오직 2마리만이 종빈마급, 1마리가 종마급의 결과를 보였다. 하지만, 추가적인 실험들로, 노니우스 품종은 한결같이 무겁지만 우아한 군용 승용마이자 노역마로 부상하게 된다. 1865년, 노니우스 품종의 균형과 고상함 결핍 해결을 위해 아라비아와 서러브레드 종마들이 시조 노니우스의 암컷 후손들과 교배하게 된다. 시조 노니우스는 종마 사육장에서 22년을 지냈다. 교배기가 끝날 때까지, 그는 아라비아, 리피잔(Lipizzan), 서러브레드, 스패인과 노르만 혈통을 상대했었다. 시조 노니우스의 아들들 중 15마리가 종마 사육장에서 종마가 되었으며, 딸들 중 122마리가 종빈마로써 사용되었다.

## 개발과 현재
노니우스 품종의 역할과 대중성은 사회와 정치적 대격변 시기에 영향을 받았다. 1990년, 노니우스의 실용적 품질과 얌전한 외형은 프랑스에서 개최된 새계 박람회에서 „이상적 말”이란 칭호를 얻게 하였다. 여전히 메조헤그예쉬 종마 사육장이 노니우스 품종 개체수의 대부분을 책임지고 있었지만, 1948년부터 데브레첸(Debrecen)의 종마사육장에서 이 품종의 독자적 혈통을 개발했다. 이 변종은, 메즈헤기예쉬의 노니우스보다 무거운 경향이 있었으며, 호르토바기 노니우스(Hortobagyi Nonius) 혹은 호르토바기 란드레스(Hortobagy Landrace)라 불렸다. 이 두 아변종들은 1961년 하나의 품종으로 융합되었다.
 제2차 세계대전에서 발생한 군사 기술적 발전은 노니우스를 군용마에서 쫓아내어, 농업으로 향하게 했다. 하지만, 전쟁의 약탈은 이 품종을 심각하게 손상시켰으며, 종전시점에는, 이 품종에서 오직 50여마리의 암말들만이 남아있었다. 하지만, 전시에 메즈헤기예쉬의 재산, 보급품, 가축들이 입은 피해는 1960년대까지 지속적으로 복구된다. 1954년에는 메즈헤기예쉬에만 120마리의 암말들이 있게된다. 헝가리의 사회주의자들은 승마에 호의적이지 않았으며, 1947년부터 1961년까지 고기를 위해 도축된 말의 수는 전쟁에서 입은 피해보다 컸다. 노니우스에서 경기용 말을 생산하기 위한 시도들은 대부분 성공적이지 않았지만, 1970년대 노니우스가 탁월한 성적을 보이는 종합마술(Combined driving, horse driving trials)이 대중적 말 경기가 되었다. 1989년 순혈 노니우스를 보호하기 위해 국립 노니우스 말 사육자 협회가 설립되었다. 1999년, 유네스코는 노니우스 및 멍걸리커 돼지를 포함한 가축 교배로 인한 역사 공헌에 의해, 호르토바이 국립공원(Hortobágy National Park)을 세계 유산 목록에 포함시켰다. 2000년, “말 교배와 동물 축산의 최상위 기준이 된 주축이자 조직적 예시”로써 메즈헤기예쉬 국영 종마 사육 재단은 유네스코 잠정 목록(추후 세계유산목록에 임명될 수 있도록 하는)에 추가되었다.
오늘날 노니우스 말들의 개체수는 450마리의 암말들과 80마리의 숫말들로 추정된다. 가장 큰 집단은 메즈헤기예쉬에서 발견되며, 로마니아, 불가리아, 세르비아 지방인 보이보디나(Vojvodina)에서도 찾을 수 있다.

## 용도
최근은 농업, 노역과 종합마술을 위해 사용된다. 헝가리 내에서 경주, 경기에 대한 관심은 19701년대와 1980년대에 급격히 증가했다. 종합마술 세계 선수권은 2년 주기로 열리며, 가장 경쟁적인 행사는 5마리의 말이 팀을 이루어 치루어진다. 1974년부터 1987년까지 6명의 챔피언 중 1명을 제외하곤 모두 헝가리 사람이었다. 노니우스는 마술 경연대회나 장애물 경주에선 여타 경량 말보다 느리고 덜 적합하다. 더 많은 아라비안 혈통을 조상에게서 물려받은 품종 내 소형 개체들의 경우 승마용 말로 더 많이 찾아진다. 무거운 말들은 여전히 노역을 위해 널리 사용되며, 헝가리 대초원의 “무거운 지형”에 잘 적응되어있다.
노니우스는 더욱 잘 뛰어오르는 말을 만들기 위해 서러브레드와 교배되는 경우가 잦다. 이 품종의 개체들은 체코에서 웜블러드를 교배하기 위해 푸리소-노스 스타, 서러브레드, 아라비아 샤그야(Shagya Arabian)와 교배되어왔다.